# گمینا جاودووو
گمینا جاودووو (به لهستانی:  Gmina Działdowo) یک گمینا در لهستان است که در شهرستان جاودووو واقع شده‌است. گمینا جاودووو ۲۷۲٫۷۷ کیلومتر مربع مساحت و ۹٬۷۷۷ نفر جمعیت دارد.